# Nouvelle Star
Nouvelle Star (nieuwe ster) is de Franstalige versie van de Idolsserie. Het programma wordt in Frankrijk uitgezonden door M6 en in Franstalig België door Plug RTL. Het programma werd tijdens seizoen 1, 2, 3 en 13 afleveringen van seizoen 4 gepresenteerd door de Fransman Benjamin Castaldi, de Waalse Virginie Efira maakte seizoen 4 af en presenteerde seizoen 5.

## Overzicht
| Seizoen | Presentatie        | Zender | Jury            | Jury         | Jury            | Jury               |
| ------- | ------------------ | ------ | --------------- | ------------ | --------------- | ------------------ |
| 1       | Benjamin Castaldi  | M6     | André Manoukian | Dove Attia   | Varda Kakon     | Lionel Florence    |
| 2       | Benjamin Castaldi  | M6     | André Manoukian | Dove Attia   | Marianne James  | Manu Katché        |
| 3       | Benjamin Castaldi  | M6     | André Manoukian | Dove Attia   | Marianne James  | Manu Katché        |
| 4       | Virginie Efira     | M6     | André Manoukian | Dove Attia   | Marianne James  | Manu Katché        |
| 5       | Virginie Efira     | M6     | André Manoukian | Dove Attia   | Marianne James  | Manu Katché        |
| 6       | Virginie Efira     | M6     | André Manoukian | Sinclair     | Lio             | Philippe Manoeuvre |
| 7       | Virginie Guilhaume | M6     | André Manoukian | Sinclair     | Lio             | Philippe Manoeuvre |
| 8       | Virginie Guilhaume | M6     | André Manoukian | Marco Prince | Lio             | Philippe Manoeuvre |
| 9       | Gyril Hanouna      | D8     | André Manoukian | Sinclair     | Maurane         | Olivier Bas        |
| 10      | Gyril Hanouna      | D8     | André Manoukian | Sinclair     | Maurane         | Olivier Bas        |
| 11      | Benjamin Castaldi  | D8     | André Manoukian | Sinclair     | Elodie Fégé     | Yarol Poupaud      |
| 12      | Laurie Cholewa     | D8     | André Manoukian | Sinclair     | Elodie Fégé     | Joeystarr          |
| 13      | Shy'm              | M6     | Benjamin Biolay | Dany Synthé  | Coeur de Pirate | Nathalie Noennec   |
| Special | Karine Lemarchand  | M6     | André Manoukian | Dove Attia   | Marianne James  | Manu Katché        |

## Jury
| Varda Kakon        |
| Lionel Florence    |
| André Manoukian    |
| Dove Attia         |
| Marianne James     |
| Manu Katché        |
| Sinclair           |
| Philippe Manoeuvre |
| Lio                |
| Marco Prince       |
| Maurane            |
| Olivier Bas        |
| Yarol Poupaud      |
| Élodie Frégé       |
| JoeyStarr          |
| Benjamin Biolay    |
| Dany Synthé        |
| Cœur de Pirate     |
| Nathalie Noennec   |

## Presentatie
| Presentatie        | Seizoen 1 | Seizoen 2 | Seizoen 3 | Seizoen 4 | Seizoen 5 | Seizoen 6 | Seizoen 7 | Seizoen 8 | Seizoen 9 | Seizoen 10 | Seizoen 11 | Seizoen 12 | Seizoen 13 | Special 20j |
| ------------------ | --------- | --------- | --------- | --------- | --------- | --------- | --------- | --------- | --------- | ---------- | ---------- | ---------- | ---------- | ----------- |
| Benjamin Castaldi  |           |           |           |           |           |           |           |           |           |            |            |            |            |             |
| Virginie Efira     |           |           |           |           |           |           |           |           |           |            |            |            |            |             |
| Virginie Guilhaume |           |           |           |           |           |           |           |           |           |            |            |            |            |             |
| Cyril Hanouna      |           |           |           |           |           |           |           |           |           |            |            |            |            |             |
| Laurie Cholewa     |           |           |           |           |           |           |           |           |           |            |            |            |            |             |
| Shy'm              |           |           |           |           |           |           |           |           |           |            |            |            |            |             |
| Karine Lemarchand  |           |           |           |           |           |           |           |           |           |            |            |            |            |             |

## Edities
- Editie 1(Genoemd als 'A la Recherche de la Nouvelle Star) werd in 2003 gewonnen door Jonatan Cerrada
- Editie 2(Vanaf dit seizoen Nouvelle Star) werd in 2004 gewonnen door Steeve Estatof
- Editie 3 werd in 2005 gewonnen door Myriam Abel
- Editie 4 werd in 2006 gewonnen door Christophe Willem
- Editie 5 werd in 2007 gewonnen door Julien Doré
- Editie 6 werd in 2008 gewonnen door Amandine Bourgeois
- Editie 7 werd in 2009 gewonnen door Soan
- Editie 8 werd in 2010 gewonnen door Luce
- Editie 9 werd in 2013 gewonnen door Sophie-Tith
- Editie 10 werd in 2014 gewonnen door Mathieu Saikaly
- Editie 11 werd in 2015 gewonnen door Emji
- Editie 12 werd in 2016 gewonnen door Paul Plexi
- Editie 13 werd in 2017 gewonnen door Xavier Matheu

## Trivia
- Nouvelle Star kent 5 winnaars uit Frankrijk (Stevee, Myriam, Christophe, Julien & Amandine) en 1 uit Wallonië (Jonatan.
- Tijdens Seizoen 1 konden ook kandidaten uit Quebec en Zwitserland deelnemen.